# Fernand Colin
Fernand Colin, né à Neufmoutiers-en-Brie le 31 mars 1889 et mort à Paris 7e le 16 juillet 1961, est un architecte français. Il est l’auteur des plans d’immeubles parisiens et de plusieurs bâtiments de La Baule, parmi lesquels la gare de La Baule-les-Pins.

## Biographie

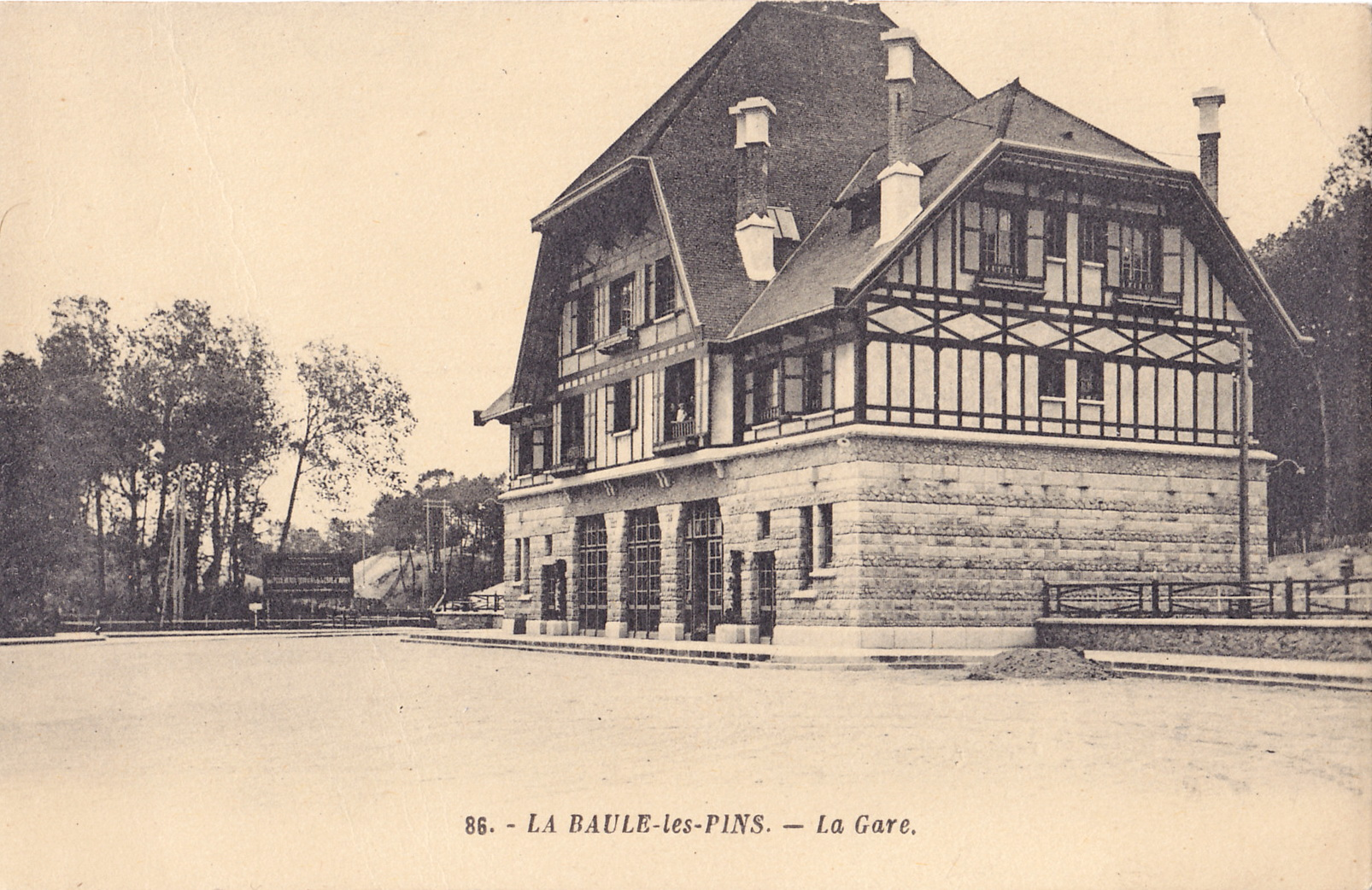
La gare de La Baule-les-Pins dans les années 1930.

Né en 1889, Fernand Colin est un architecte installé à Paris. Il est l’auteur en 1932 de l’immeuble de bureaux du 24, rue Feydeau dans le 2e arrondissement de Paris.
Avec Charles Lemaresquier, il dessine l’hôtel des Palmiers à La Baule. Travaillant pour le compte de la Société générale foncière, principal lotisseur de La Baule-les-Pins, il est également l’auteur de la gare ferroviaire de ce quartier de La Baule, d’un immeuble à usage commercial, puis en 1931 du futur syndicat d’initiative (transformé depuis en immeuble d’habitation).
On lui doit également en 1926 les plans de la villa balnéaire bauloise Manégor.
Il meurt en 1961